# Zabajka
Zabajka – część Głogowa Małopolskiego. Do 31 grudnia 2019 roku wieś w Polsce, w województwie podkarpackim, w powiecie rzeszowskim, w gminie Głogów Małopolski. Posiada powierzchnię 310,40 ha.
W latach 1975–1998 miejscowość administracyjnie należała do województwa rzeszowskiego.
| SIMC    | Nazwa      | Rodzaj           |
| ------- | ---------- | ---------------- |
| 0650488 | Piaski     | część dawnej wsi |
| 0650494 | Przymiarki | część dawnej wsi |

W latach 1975–1998 miejscowość administracyjnie należała do województwa rzeszowskiego.
Leży w odległości 1,5 km na południowy zachód od centrum Głogowa Małopolskiego.